# Basketbal op de Olympische Zomerspelen 1956
Basketbal is een van de sporten die beoefend werden tijdens de Olympische Zomerspelen 1956 in Melbourne.

## Mannen

### Voorronde

#### Groep A
| Datum       | Tijd  | Land             | Score    | Land       |
| ----------- | ----- | ---------------- | -------- | ---------- |
| 23 november | 9:30  | Verenigde Staten | 98 - 40  | Japan      |
| 23 november | 13:30 | Filipijnen       | 55 - 44  | Thailand   |
| 24 november | 15:00 | Verenigde Staten | 101 - 29 | Thailand   |
| 24 november | 21:30 | Filipijnen       | 76 - 71  | Japan      |
| 26 november | 9:00  | Japan            | 70 - 50  | Thailand   |
| 26 november | 20:00 | Verenigde Staten | 121 - 53 | Filipijnen |

| Groep A |                  |             |             |             |            |            |            |        |
| #       | Land             | Wedstrijden | Wedstrijden | Wedstrijden | Doelpunten | Doelpunten | Doelpunten | Punten |
| #       | Land             | G           | W           | V           | V          | T          | Saldo      | Punten |
| 1       | Verenigde Staten | 3           | 3           | 0           | 320        | 122        | 198        | 6      |
| 2       | Filipijnen       | 3           | 2           | 1           | 184        | 226        | -42        | 5      |
| 3       | Japan            | 3           | 1           | 2           | 171        | 224        | -53        | 4      |
| 4       | Thailand         | 3           | 0           | 3           | 123        | 226        | -103       | 3      |

#### Groep B
| Datum       | Tijd  | Land        | Score   | Land        |
| ----------- | ----- | ----------- | ------- | ----------- |
| 22 november | 21:30 | Sovjet-Unie | 97 - 59 | Canada      |
| 23 november | 15:00 | Frankrijk   | 81 - 54 | Singapore   |
| 24 november | 9:00  | Canada      | 85 - 58 | Singapore   |
| 24 november | 16:00 | Frankrijk   | 76 - 67 | Sovjet-Unie |
| 26 november | 15:00 | Sovjet-Unie | 91 - 42 | Singapore   |
| 26 november | 21:30 | Frankrijk   | 79 - 62 | Canada      |

| Groep B |             |             |             |             |            |            |            |        |
| #       | Land        | Wedstrijden | Wedstrijden | Wedstrijden | Doelpunten | Doelpunten | Doelpunten | Punten |
| #       | Land        | G           | W           | V           | V          | T          | Saldo      | Punten |
| 1       | Frankrijk   | 3           | 3           | 0           | 236        | 183        | 53         | 6      |
| 2       | Sovjet-Unie | 3           | 2           | 1           | 255        | 177        | 78         | 5      |
| 3       | Canada      | 3           | 1           | 2           | 206        | 234        | -28        | 4      |
| 4       | Singapore   | 3           | 0           | 3           | 154        | 257        | -103       | 3      |

#### Groep C
| Datum       | Tijd  | Land      | Score   | Land       |
| ----------- | ----- | --------- | ------- | ---------- |
| 22 november | 20:00 | Taiwan    | 83 - 76 | Zuid-Korea |
| 23 november | 16:30 | Uruguay   | 70 - 65 | Bulgarije  |
| 24 november | 10:30 | Uruguay   | 85 - 62 | Taiwan     |
| 24 november | 13:30 | Bulgarije | 89 - 58 | Zuid-Korea |
| 26 november | 10:30 | Bulgarije | 88 - 71 | Taiwan     |
| 26 november | 16:30 | Uruguay   | 83 - 60 | Zuid-Korea |

| Groep C |            |             |             |             |            |            |            |        |
| #       | Land       | Wedstrijden | Wedstrijden | Wedstrijden | Doelpunten | Doelpunten | Doelpunten | Punten |
| #       | Land       | G           | W           | V           | V          | T          | Saldo      | Punten |
| 1       | Uruguay    | 3           | 3           | 0           | 238        | 187        | 51         | 6      |
| 2       | Bulgarije  | 3           | 2           | 1           | 242        | 199        | 43         | 5      |
| 3       | Taiwan     | 3           | 1           | 2           | 216        | 249        | -33        | 4      |
| 4       | Zuid-Korea | 3           | 0           | 3           | 194        | 255        | -61        | 3      |

#### Groep D
| Datum       | Tijd  | Land     | Score   | Land      |
| ----------- | ----- | -------- | ------- | --------- |
| 23 november | 20:00 | Brazilië | 78 - 59 | Chili     |
| 24 november | 20:00 | Brazilië | 89 - 66 | Australië |
| 26 november | 13:30 | Chili    | 78 - 56 | Australië |

| Groep D |           |             |             |             |            |            |            |        |
| #       | Land      | Wedstrijden | Wedstrijden | Wedstrijden | Doelpunten | Doelpunten | Doelpunten | Punten |
| #       | Land      | G           | W           | V           | V          | T          | Saldo      | Punten |
| 1       | Brazilië  | 3           | 2           | 0           | 167        | 125        | 42         | 4      |
| 2       | Chili     | 3           | 1           | 1           | 137        | 134        | 3          | 3      |
| 3       | Australië | 3           | 0           | 2           | 122        | 167        | -45        | 2      |

### 1e t/m 8e plaats

#### Groep A
| Datum       | Tijd  | Land       | Score   | Land       |
| ----------- | ----- | ---------- | ------- | ---------- |
| 27 november | 15:00 | Frankrijk  | 71 - 60 | Chili      |
| 27 november | 21:30 | Uruguay    | 79 - 70 | Filipijnen |
| 28 november | 15:00 | Uruguay    | 80 - 73 | Chili      |
| 28 november | 23:00 | Filipijnen | 65 - 58 | Frankrijk  |
| 29 november | 16:30 | Chili      | 88 - 69 | Filipijnen |
| 29 november | 21:30 | Frankrijk  | 66 - 62 | Uruguay    |

| Groep A |            |             |             |             |            |            |            |        |
| #       | Land       | Wedstrijden | Wedstrijden | Wedstrijden | Doelpunten | Doelpunten | Doelpunten | Punten |
| #       | Land       | G           | W           | V           | V          | T          | Saldo      | Punten |
| 1       | Frankrijk  | 3           | 2           | 1           | 195        | 187        | 8          | 5      |
| 2       | Uruguay    | 3           | 2           | 1           | 221        | 209        | 12         | 5      |
| 3       | Chili      | 3           | 1           | 2           | 221        | 220        | 1          | 4      |
| 4       | Filipijnen | 3           | 1           | 2           | 204        | 225        | -21        | 4      |

#### Groep B
| Datum       | Tijd  | Land             | Score    | Land        |
| ----------- | ----- | ---------------- | -------- | ----------- |
| 27 november | 16:30 | Verenigde Staten | 84 - 44  | Bulgarije   |
| 27 november | 20:00 | Sovjet-Unie      | 87 - 68  | Brazilië    |
| 28 november | 16:30 | Sovjet-Unie      | 66 - 56  | Bulgarije   |
| 28 november | 21:30 | Verenigde Staten | 113 - 51 | Brazilië    |
| 29 november | 15:00 | Verenigde Staten | 85 - 55  | Sovjet-Unie |
| 29 november | 20:00 | Bulgarije        | 82 - 73  | Brazilië    |

| Groep B |                  |             |             |             |            |            |            |        |
| #       | Land             | Wedstrijden | Wedstrijden | Wedstrijden | Doelpunten | Doelpunten | Doelpunten | Punten |
| #       | Land             | G           | W           | V           | V          | T          | Saldo      | Punten |
| 1       | Verenigde Staten | 3           | 3           | 0           | 282        | 150        | 132        | 6      |
| 2       | Sovjet-Unie      | 3           | 2           | 1           | 208        | 209        | -1         | 5      |
| 3       | Bulgarije        | 3           | 1           | 2           | 182        | 223        | -41        | 4      |
| 4       | Brazilië         | 3           | 0           | 3           | 192        | 282        | -90        | 3      |

### 9e t/m 15e plaats

#### Groep C
| Datum       | Tijd  | Land      | Score   | Land      |
| ----------- | ----- | --------- | ------- | --------- |
| 27 november | 9:00  | Australië | 87 - 48 | Thailand  |
| 27 november | 10:30 | Taiwan    | 67 - 64 | Singapore |
| 28 november | 9:00  | Singapore | 62 - 50 | Thailand  |
| 28 november | 13:30 | Taiwan    | 86 - 73 | Australië |
| 29 november | 9:00  | Taiwan    | 65 - 52 | Thailand  |
| 29 november | 13:30 | Australië | 98 - 74 | Singapore |

| Groep C |           |             |             |             |            |            |            |        |
| #       | Land      | Wedstrijden | Wedstrijden | Wedstrijden | Doelpunten | Doelpunten | Doelpunten | Punten |
| #       | Land      | G           | W           | V           | V          | T          | Saldo      | Punten |
| 1       | Taiwan    | 3           | 3           | 0           | 218        | 189        | 29         | 6      |
| 2       | Australië | 3           | 2           | 1           | 258        | 208        | 50         | 5      |
| 3       | Singapore | 3           | 1           | 2           | 200        | 215        | -15        | 4      |
| 4       | Thailand  | 3           | 0           | 3           | 150        | 214        | -64        | 3      |

#### Groep D
| Datum       | Tijd  | Land   | Score   | Land       |
| ----------- | ----- | ------ | ------- | ---------- |
| 27 november | 13:30 | Canada | 74 - 63 | Zuid-Korea |
| 28 november | 10:30 | Japan  | 83 - 67 | Zuid-Korea |
| 29 november | 10:30 | Canada | 73 - 60 | Japan      |

| Groep D |            |             |             |             |            |            |            |        |
| #       | Land       | Wedstrijden | Wedstrijden | Wedstrijden | Doelpunten | Doelpunten | Doelpunten | Punten |
| #       | Land       | G           | W           | V           | V          | T          | Saldo      | Punten |
| 1       | Canada     | 3           | 2           | 0           | 147        | 123        | 24         | 4      |
| 2       | Japan      | 3           | 1           | 1           | 143        | 140        | 3          | 3      |
| 3       | Zuid-Korea | 3           | 0           | 2           | 130        | 157        | -27        | 2      |

### Plaatsingsronde

#### 13e t/m 15e plaats
| Datum       | Tijd | Land       | Score   | Land     |
| ----------- | ---- | ---------- | ------- | -------- |
| 30 november | 9:00 | Zuid-Korea | 61 - 47 | Thailand |

#### 9e t/m 12e plaats
| Datum       | Tijd  | Land   | Score   | Land      |
| ----------- | ----- | ------ | ------- | --------- |
| 30 november | 10:30 | Japan  | 82 - 61 | Taiwan    |
| 30 november | 13:30 | Canada | 83 - 38 | Australië |

#### 5e t/m 8e plaats
| Datum       | Tijd  | Land      | Score   | Land       |
| ----------- | ----- | --------- | ------- | ---------- |
| 30 november | 15:00 | Brazilië  | 89 - 64 | Chili      |
| 30 november | 16:30 | Bulgarije | 80 - 70 | Filipijnen |

#### 13e en 14e plaats
| Datum      | Tijd | Land      | Score   | Land       |
| ---------- | ---- | --------- | ------- | ---------- |
| 1 december | 9:00 | Singapore | 92 - 79 | Zuid-Korea |

#### 11e en 12e plaats
| Datum      | Tijd  | Land   | Score   | Land      |
| ---------- | ----- | ------ | ------- | --------- |
| 1 december | 10:30 | Taiwan | 87 - 70 | Australië |

#### 9e en 10e plaats
| Datum      | Tijd  | Land   | Score   | Land  |
| ---------- | ----- | ------ | ------- | ----- |
| 1 december | 13:30 | Canada | 75 - 60 | Japan |

#### 7e en 8e plaats
| Datum      | Tijd  | Land       | Score   | Land  |
| ---------- | ----- | ---------- | ------- | ----- |
| 1 december | 15:00 | Filipijnen | 75 - 68 | Chili |

#### 5e en 6e plaats
| Datum      | Tijd  | Land      | Score   | Land     |
| ---------- | ----- | --------- | ------- | -------- |
| 1 december | 16:30 | Bulgarije | 64 - 52 | Brazilië |

### Halve Finales
| Datum       | Tijd  | Land             | Score    | Land      |
| ----------- | ----- | ---------------- | -------- | --------- |
| 30 november | 20:00 | Sovjet-Unie      | 56 - 49  | Frankrijk |
| 30 november | 20:00 | Verenigde Staten | 101 - 38 | Uruguay   |

### Bronzen Finale
| Datum      | Tijd  | Land    | Score   | Land      |
| ---------- | ----- | ------- | ------- | --------- |
| 1 december | 20:00 | Uruguay | 71 - 62 | Frankrijk |

### Finale
| Datum      | Tijd  | Land             | Score   | Land        |
| ---------- | ----- | ---------------- | ------- | ----------- |
| 1 december | 21:30 | Verenigde Staten | 89 - 55 | Sovjet-Unie |

### Eindrangschikking
| Goud | Zilver | Brons | 4 |
| Verenigde Staten Carl Cain Bill Hougland K.C. Jones Bill Russell James Walsh William Evans Burdette Haldorson Ronald Tomsic Richard Boushka Gilbert Ford Robert Jeangerard Chuck Darling       | Sovjet-Unie Valdis Muižnieks Maigonis Valdmanis Vladimir Torban Stasys Stonkus Kazys Petkevičius Arkadi Botsjkarjov Jānis Krūmiņš Michail Semjonov Algirdas Lauritėnas Joeri Ozerov Viktor Zoebkov Michail Stoedenetski        | Uruguay Carlos Blixen Ramiro Cortés Héctor Costa Nelson Chelle Nelson Demarco Héctor García Otero Carlos Gonzáles Sergio Matto Oscar Moglia Raúl Mera Ariel Olascoaga Milton Scarón                     | Frankrijk Jean-Paul Beugnot Roger Antoine Henri Grange Robert Monclar Roger Haudegand Christian Baltzer Roger Veyron Gérard Sturla Henri Rey Yves Gominon Maurice Buffière André Schlupp       |
| 5 | 6 | 7 | 8 |
| Bulgarije Atanas Atanasov Viktor Radev Georgi Panov Ljoebomir Panov Ilja Mirtsjev Georgi Kanev Konstantin Totev Vladimir Slavov Vasil Mantsjenko Tsvetko Savov Nikola Ilov Cvjatko Bartsjovski | Brazilië Amaury Antônio Pasos Wlamir Marques Algodão Edson Bispo dos Santos Angelim Wilson Bombarda Mayr Facci Jamil Gedeão Jorge Carlos Dortas Olivieri Zé Luiz Fausto Sucena Rasga Filho Nelson Couto e Silva Marques Lisboa | Filipijnen Carlos Badion Rafael Baretto Ramón Campos, jr. Loreto Carbonel Antonio Genato Eduardo Lim Carlos Loyzaga Ramón Manulat Leonardo Marquicias Mariano Tolentino Martin Urra Antonio Villamor    | Chili Rufino Bernedo Pedro Araya Víctor Mahana Luis Salvadores Juan Ostoic Hernán Raffo Raúl Urra Rolando Etchepare Juan Arredondo Orlando Etcheverrigaray Maximiliano Garafulic Orlando Silva |
| 9 | 10 | 11 | 12 |
| Canada Ronald Bissett Doug Brinham Mel Brown Bob Burtwell Edward Lucht Donald MacIntosh John McLeod Coulter Osborne Bernie Pickell Ronald Stuart George Stulac Ed Wild                         | Japan Setsuo Nara Shutaro Shoji Kenichi Imaizumi Hiroshi Saito Reizo Ohira Hitoshi Konno Takashi Itoyama Manabu Fujita Takeo Sugiyama Tetsuro Noborisaka Riichi Arai                                                           | Taiwan Chen Tsu-Li Chien Kok-Ching Chu Willie Hoo Cha-Pen Lai Lam-Kwong Ling Jing-Huan Loo Hor-Kuay Tong Suet-Fong Wang Yih-Jiun Wu Yet-An Yap James Yung Pi-Hock                                       | Australië Peter Demos Geoff Heskett Peter Bumbers Stan Dargis Inga Freidenfelds Colin Burdett George Dancis Peter Sutton Algis Ignatavicius Merv Moy Ken Finch Bruce Flick                     |
| 13 | 14 | 15 | |
| Singapore Chen Sho Fa Jerome Henderson Ho Lien Siew Ko Tai Cheun Lee Chak Men Ong Kiat Guan Wee Tian Siak Wong Kim Poh Yee Tit Kwan Yeo Gek Huat                                               | Zuid-Korea Ahn Byung-suk Kim Young-su Cho Byung-hyun Kim Choon-pae Kim Young-ki Ko Se-te Paik Nan-chung Choi Tae-kon Ahn Young-sik Kim Hyung-i                                                                                 | Thailand Kirindr Chatvalwong Visit Chivacharern Vichit Imnoi Sopon Julmanichoti Mongkol Ounanulom Suragit Rukpanich Chantra Sailee Kum Sailee Kuang Saitang Ampol Saranont Chalaw Sonthong Ta Sriratana | |

St. Louis 1904 · Berlijn 1936 · Londen 1948 · Helsinki 1952 · Melbourne 1956 · Rome 1960 · Tokio 1964 · Mexico-Stad 1968 · München 1972 · Montréal 1976 · Moskou 1980 · Los Angeles 1984 · Seoel 1988 · Barcelona 1992 · Atlanta 1996 · Sydney 2000 · Athene 2004 · Peking 2008 · Londen 2012 · Rio de Janeiro 2016 · Tokio 2020 · Parijs 2024 · Los Angeles 2028
Medaillewinnaars 
Atletiek · Australian Football (demonstratie) · Basketbal · Boksen · Gewichtheffen · Hockey · Honkbal (demonstratie) · Kanovaren · Moderne vijfkamp · Paardensport · Roeien · Schermen · Schietsport · Schoonspringen · Turnen · Voetbal · Waterpolo · Wielersport · Worstelen · Zeilen · Zwemmen